# Bowery Boys
I Bowery Boys erano un'organizzazione criminale newyorkese, nativista, anticattolica e anti-irlandese con sede nella Bowery, quartiere di Manhattan; l'organizzazione è stata attiva attorno alla metà del XIX secolo.
Gli avversari principali dei Bowery Boys erano gli immigrati del quartiere irlandese di Five Points, molto più poveri rispetto alla gente proveniente dalla Bowery, classe lavoratrice benestante. La zona era talmente degradata da venir considerata uno dei peggiori bassifondi americani del tempo.
I Bowery Boys hanno combattuto contro molteplici gruppi provenienti dai Five Points, uno dei quali era la gang dei Dead Rabbits, con cui hanno avuto rapporti ostili per decenni.
Gli adepti della gang cercavano di mantenere uno stile di vita conforme alla legge, nonostante l'organizzazione avesse la fama di essere una delle gang newyorkesi più malfamate dell'epoca.
Questo dato anche dal fatto che gran parte dei membri erano vigili del fuoco volontari affiliati alla Haward Engine Company #34.
Ciò era favorevole all'organizzazione criminale in quanto queste compagnie organizzavano dei club di tiro anche ad un livello paramilitare. Motivo per cui i seguaci dell'organizzazione criminale riuscivano a mantenere un'organizzazione interna fondata sulla disciplina.
Inoltre gli adepti venivano finanziati e forniti di equipaggiamento essenziale per la salvaguardia della città.
In quanto i compensi monetari venivano emanati in base al numero di incendi che venivano estinti, i Bowery boys erano soliti scontrarsi con altre compagnie di pompieri per decidere chi avrebbe gestito il divampare delle fiamme .
L'uniforme dei Bowery Boys omaggiava la loro origine da vigili del fuoco portandoli generalmente a indossare un Cappello a cilindro, una camicia rossa, pantaloni neri e infine degli stivali.

## Storia

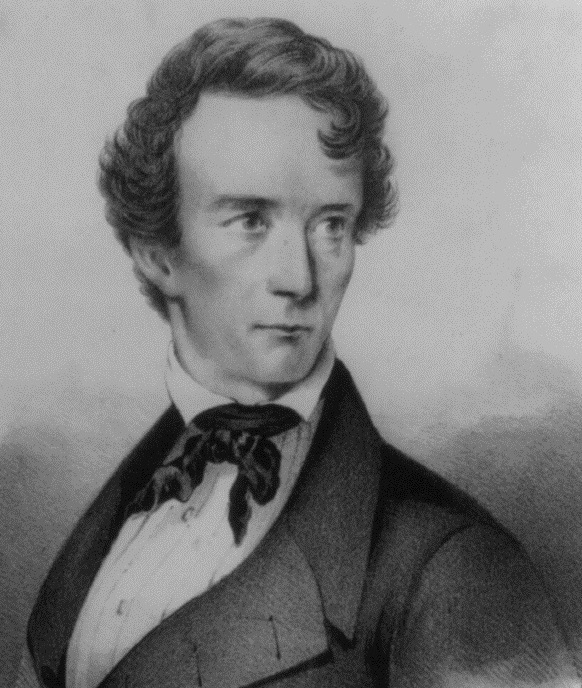
Micheal "Mike" Walsh ritratto nel poster per la sua campagna politica,1847

Peter Adams scrive:
(It would be a mistake to identify the Bowery Boys as a specific group at a specific time [...] there were several gangs who referred to themselves as the Bowery Boys at various times under different leaders during the antebellum years.)

### Michael "Mike" Walsh
Michael Walsh portò i Bowery Boys, a lui affiliati, a combattere e insorgere contro i problemi della nuova classe lavorativa causati dall'industrializzazione.
Coloro che seguirono Walsh facevano parte di un sottogruppo dei Bowery Boys chiamato Spartan Association, formato da operai e lavoratori non qualificati, conosciuto però per la loro politicizzazione.
Dopo essere diventato quindi il leader dei Bowery boys aprì il Subterranean nel 1843, un giornale settimanale che lo porterà in galera in seguito alla pubblicazione di articoli diffamatori.
Tre anni dopo, mentre era ancora in prigione, venne nuovamente giudicato colpevole per altri articoli diffamatori presenti sul suo giornale e fu condannato ad ulteriori sei mesi di reclusione sull'isola di Blackwell.
I Bowery Boys non accettarono il verdetto e, con l'utilizzo della forza, fecero scarcerare Walsh a metà della sua sentenza per paura che sarebbero proseguite le insurrezioni e le violenze nelle strade.
Il Subterranean dichiarò che questo era un affronto al "Vincitore dei diritti dei poveri" riferendosi a Walsh.
Walsh quindi divenne la figura politica che rappresentò i Bowery Boys arrivando ad essere eletto il 4 marzo 1853 come democratico al 33º congresso degli Stati Uniti.
Venne quindi eletto alla Tammany Hall acquisendo potere e il supporto del poeta Walt Whitman .

### William "il macellaio" Poole

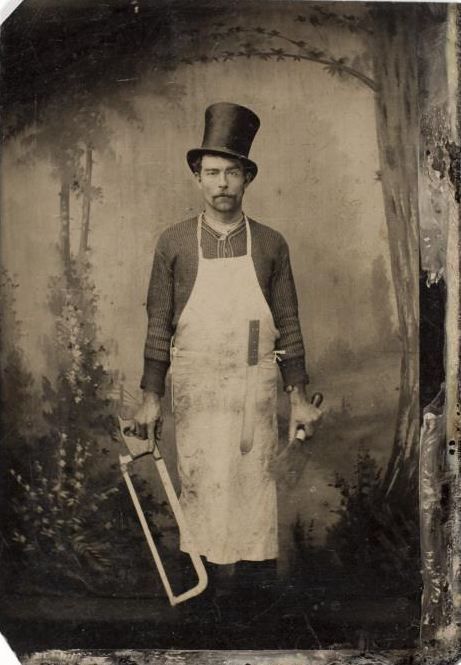
Foto ritraente un macellaio dell'epoca (circa 1850) erroneamente scambiato per William Poole detto "Il macellaio"

Coloro che non erano pompieri volontari erano solamente meccanici, persone specializzate in un solo lavoro e macellai.
Tra questi ultimi vi era William Poole, il secondo leader dei Bowery Boys, chiamato anche "Bill il macellaio".
Poole ottenne una significante importanza quando Walsh dovette spostarsi a Washington dopo la sua elezione.
William Poole era già conosciuto per essere uno dei più malfamati gangster d'America. I suoi sentimenti xenofobi e anticattolici lo resero anche una persona molto impulsiva e aggressiva, che avrebbe preso una qualsiasi occasione per iniziare un combattimento.
Era alto circa 1.80 cm, pesava 90 kg ed era un noto pugile, fattori per cui era enormemente avvantaggiato nelle zuffe in cui si ritrovava dentro ogni giorno.
Il macellaio indirizzò il risentimento dei Bowery Boys e della classe povera newyorkese contro l'insensibilità della città nei loro confronti, attaccando nel 1855 le mense dei poveri protette dalla polizia, rubando il cibo della mensa per donarlo ai bisognosi..
William Poole, dopo essersi alleato con l'ordine militare anticattolico degli americani uniti e reso i Bowery Boys un'organizzazione criminale  anticattolica, morirà l'8 marzo 1855 dopo che Lewis Baker, il 25 febbraio dello stesso anno, gli sparò molteplici volte al petto. La rissa fu scaturita da Patrick "Paudeen" McLaughlin e James Turner, amici di John Morrissey, pugile e arcinemico di Poole contro cui si scontrò molteplici volte, che lo aggredirono verbalmente allo Stanwix Hall di Broadway.

## La fine dei Bowery Boys
Dal 1855, data in cui finì la carriera politica di Michael Walsh e in cui morì William Poole, i Bowery Boys persero sempre più importanza.
Walsh venne battuto nuovamente sul fronte politico da John Kelly per pochissimi voti. Inoltre Kelly aveva in possesso informazioni che avrebbero potuto discreditare l'avversario, dal momento che Michael Walsh non era effettivamente un cittadino degli Stati Uniti, pertanto non potette ribattere. Nonostante l'accusa di John Kelly non fu mai provata, la ritirata di Walsh dalla politica fece intuire che egli sarebbe stato l'unico presente al congresso con questa distinzione.
Anche se il leader dei Bowery boys era talvolta egoista e imprevedibile, egli portò i Bowery Boys dallo stato di gang che combatteva per le strade a una fazione a capo del proletariato della Bowery.
Walsh morirà nella notte del giorno di san Patrizio del 1859 mentre tornava a casa dopo aver festeggiato. Fu ritrovato da un agente della polizia con la faccia rivolta verso l'asfalto e con una ferita alla testa, derubato del suo orologio e degli anelli.
Con l'avvento della guerra civile la gang criminale iniziò a diventare preda della sempre più crescente e matura città di New York che iniziò a stabilire dipartimenti di polizia e istituire il corpo dei vigili del fuoco. Nel 1865 New York eliminò definitivamente le compagnie di pompieri volontari, creando un'istituzione libera dalle gang e dalle manipolazioni politiche. Il tutto fu anche influenzato dall'accresciuta potenza del partito democratico e dal fatto che oramai la grande mela non era più una città ristretta alla sola Manhattan.